# 皮格斯皮克
皮格斯皮克（Piggs Peak）是非洲南部國家斯威士蘭的城鎮，由霍霍負責管轄，位於該國西北部，毗鄰與南非接壤的邊境，海拔高度1,057米，建城於1884年，主要經濟活動是林業，1997年人口4,581。
25°58′S 31°15′E / 25.967°S 31.250°E